# Стоян Малинов
Стоян Рашков Малинов е български революционер, деец на Вътрешната македоно-одринска революционна организация и Вътрешната македонска революционна организация.

## Биография
Роден е през 1869 година в Чиперник, махала на Небояни, село на Осогово, тогава в Османската империя, днес в община Кочани в Северна Македония. Баща му Рашко Малинов е деец на ВМОРО, затворен през 1897 година в Скопие, където е отровен. Присъединява се към ВМОРО и е четник и куриер на чети на Гоце Делчев, Кръстьо Българията, Симеон Клинчарски, Тодор Александров. През 1906 година участва в сражение на чета на Христо Чернопеев в местността Стришко. През 1911 година като четник и куриер е ранен в местността Султан тепе и остава с осакатена лява ръка. През 1913 година е подгонен от сърби, които опожаряват къщата му. Продължава революционната си дейност като четник и куриер на Тодор Александров, Симеон Клинчарски, Евтим Полски. През 1924 година сърби отново опожаряват къщата му, но той продължава дейността си като деец на ВМРО.
На 5 март 1943 година, като жител на Небояни, подава молба за българска народна пенсия, която е одобрена и пенсията е отпусната от Министерския съвет на Царство България.
Умира през 1959 година на около 90-годишна възраст.